# Jens (Schiff, 1922)
Die Jens ist eine ehemalige Hamburger Hafenbarkasse, die zwei schwere Schiffsunglücke hinter sich hat.

## Geschichte
Das Schiff wurde 1922 bei Carl Heidelmann in Lauenburg/Elbe gebaut und fuhr zunächst unter dem Namen Wilhelm Helmke. Später trug es den Namen Cäsar II, danach wurde es in Hubert umgetauft und schließlich erhielt es den Namen Jens. Seit 1980 wird es auf dem Fluss Medem eingesetzt.

## Versenkung in der Elbe 1972
Am 15. Februar 1972 war das Schiff, damals unter dem Namen Cäsar II, in einen folgenschweren Unfall verwickelt. Gegen 6.45 Uhr legte die Barkasse unter Kapitän Rudolf Hierl mit 45 Passagieren an Bord am Baumwall ab. Hierl steuerte wie zahlreiche andere Barkassenführer das Fahrwasser in der Norderelbe an und übersah dabei offenbar die vorfahrtsberechtigte HADAG-Fähre Eppendorf, die etwas weiter elbaufwärts losgefahren war und von Kapitän Robert Marschatz auf die Landungsbrücken zugesteuert wurde. Sie sollte danach nach Waltershof weiterfahren. An Bord der Fähre befanden sich noch keine Passagiere. Als Hierl wahrnahm, dass er sich auf Kollisionskurs mit der Fähre befand, war keine Zeit mehr zum Ausweichen. Die Cäsar II wurde von der Eppendorf gerammt. Die Eppendorf schob die Barkasse einige Meter vor sich her, dann wurde deren Heck unter Wasser gedrückt. Die Elbe war an der Unglücksstelle elf Meter tief und hatte zum Unglückszeitpunkt eine Temperatur von knapp 1 °C.
Einige der Passagiere hatten sich aus der Barkasse ins Wasser retten können; sie in der Dämmerung zu erkennen, war aber für die Schiffsführer weiterer Barkassen, die zu Hilfe eilten, schwierig. Um 6.52 Uhr wurde die Feuerwehr alarmiert, die mit einem Feuerlöschboot und Fahrzeugen an Land zu Hilfe kam, ferner wurden Polizeiboote, ein Hubschrauber und Taucher eingesetzt, um Überlebende zu finden und zu bergen. Schließlich konnten 28 Menschen, darunter Kapitän Hierl, lebend geborgen werden, 17 Personen fanden den Tod. Das letzte Opfer konnte erst neun Wochen nach dem Unglück geborgen werden.
Die Kollision zwischen der HADAG-Fähre und der Hafenbarkasse war das folgenschwerste Schiffsunglück im Hamburger Hafen seit dem Zweiten Weltkrieg.
Hierl, der seinen Beruf vor der Kollision zwanzig Jahre lang unfallfrei ausgeübt hatte, wurde vom Seeamt Hamburg zur Verantwortung gezogen. Anders als die anderen Barkassenführer hatte er an dem Unglücksmorgen die herannahende Eppendorf erst wahrgenommen, als sie nur noch 40 Meter von seiner Barkasse entfernt gewesen war. Der 55 Jahre alte Barkassenkapitän erhielt eine achtmonatige Bewährungsstrafe wegen fahrlässiger Tötung in 17 Fällen.
Die Cäsar II wurde noch am Tag des Unglücks gehoben. Sie hatte nur geringe Schäden davongetragen, wurde wieder instand gesetzt und weiterhin unter Hierl auf der Elbe eingesetzt.
Die Eppendorf, die bereits 1965 eine Barkasse, die Erich, gerammt und versenkt hatte, blieb ebenfalls in Hamburg im Einsatz. Acht Jahre nach dem Zusammenstoß mit der Cäsar II kollidierte sie wieder mit einer Barkasse, der Hafenkapitän. Bei diesem Unfall starb ein Mensch.

## Versenkung im Nord-Ostsee-Kanal 1977

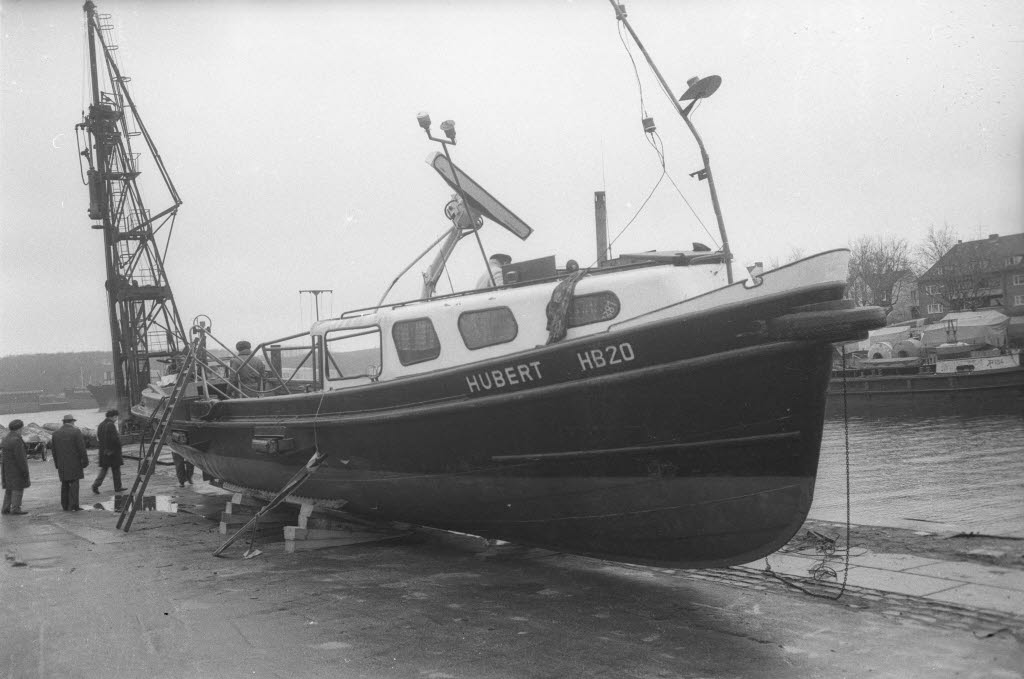
Die Hubert am 29. Januar 1977 nach ihrer Bergung

Als die Barkasse einige Jahre nach dem Unfall mit der Eppendorf als Fähre auf dem Nord-Ostsee-Kanal zwischen Wik und Kiel-Holtenau eingesetzt wurde, trug sie noch ihre Hamburger Hafenfahrzeugnummer HB 20, war aber umgetauft worden. Sie fuhr jetzt unter dem Namen Hubert.
Am 28. Januar 1977 geriet die Hubert, die erst seit wenigen Wochen den Fährdienst auf dem Kanal versah, dem sowjetischen Frachter Baltiyskiy 37 in die Quere, wurde gerammt und sank. Ein Passagier kam dabei ums Leben, zwei Menschen wurden gerettet.

## Nutzung für touristische Zwecke
Auch nach dem zweiten Unfall konnte das Schiff gehoben und repariert werden. Mittlerweile wird es als Jens für Touristenfahrten auf der Medem zur Otterndorfer Schleuse und ins Hadelner Land eingesetzt.